# Élections municipales de 2026 au Mans
Pour des articles plus généraux, voir Élections municipales françaises de 2026 et Élections municipales de 2026 dans la Sarthe.
Les élections municipales de 2026 au Mans auront lieu en mars 2026. Elles visent au renouvellement du conseil municipal et du conseil communautaire du Mans Métropole.

## Modalités du scrutin

### Dates
Ces élections se tiendront en mars 2026, les dates précises seront annoncées par décret au moins 3 mois avant le scrutin.

### Mode de scrutin
L'élection des conseillers municipaux et communautaires se déroule selon un scrutin de liste à deux tours avec prime majoritaire : les candidats se présentent en listes complètes avec la possibilité de deux candidats supplémentaires. Lors du vote, on ne peut faire ni adjonction, ni suppression, ni modification de l'ordre de présentation des listes. Chaque bulletin de vote comporte deux listes : une liste de candidats aux seules élections municipales et une liste de ceux également candidats au conseil communautaire.
Le nombre de sièges à pourvoir au conseil municipal du Mans correspond à celui des communes dont la population est comprise entre 100 000 et 150 000 habitants, soit 55 sièges. Les conseillers municipaux sont élus au suffrage universel direct pour une durée de mandat de six ans. L'élection se termine au premier tour en cas de majorité absolue. Le cas échéant, un second tour a lieu. Les listes qui ont obtenu au moins 10 % des suffrages exprimés au premier tour peuvent se présenter au second. Les candidats des listes qui ont obtenu plus de 5 % des suffrages exprimés au premier tour peuvent rejoindre une autre liste.
La liste ayant obtenu le plus de voix se voit attribuer la moitié des sièges, arrondie à l'entier supérieur si nécessaire. Ainsi, la liste majoritaire obtiens automatiquement 28 sièges. Les 27 sièges restants sont attribués à la représentation proportionnelle à la plus forte moyenne aux listes ayant obtenu au moins 5 % des suffrages exprimés au second tour (ou au premier tour en cas de tour unique).

## Contexte

### Scrutin précédent
Les élections municipales de 2020 ont été marquées par une abstention massive en raison de la pandémie de Covid-19, la participation lors du 1er tour s'étant effondrée de 54 % en 2014 à 36 % en 2020.
Sur le plan local, la liste conduite par le socialiste Stéphane Le Foll, candidat à sa propre succession, renforce sa position en obtenant 5 sièges de plus qu'aux élections précédentes.
L'autre liste socialiste, menée par la dissidente Marietta Karamanli, conseillère municipale et députée de la 2e circonscription, vient compléter le conseil municipal en remportant les 10 autres sièges à pourvoir.
La liste Europe Écologie - Les Verts - Génération.s échoue, à seulement 6 voix, à dépasser la barre des 10 % au 1er tour, lui empêchant ainsi d'accéder au 2d et à la représentation municipale.
Les oppositions, Les Républicains et Rassemblement national, se retrouvent éjectées du conseil municipal, les listes de ces partis n'ayant pas atteint les 10 % au 1er tour et n'ayant pas fusionné avec une autre liste pour le 2d.
C'est également le cas de la liste centriste La République en Marche - MoDem - Agir et de la liste de gauche radicale France insoumise - Parti communiste.

## Candidatures déclarées
Dès novembre 2024, le Rassemblement national entend présenter une liste aux prochaines municipales sans néanmoins annoncer la personne qui mènera cette liste.
Le 2 avril 2025, les militants communistes désignent à l'unanimité Anne-Marie Olivo et Emmanuel Brasseur comme chefs de file pour les prochaines élections.

## Sondages
Tout sondage d'opinion est affecté par une marge d'erreur.
Une couleur arbitraire est associée à chaque institut de sondage ; ces couleurs sont une aide visuelle et ne correspondent pas à une tendance politique.

## Résultats
|                          |                  |       |              |              |             |             |        |        |  |
| Tête de liste            | Tête de liste    | Liste | Premier tour | Premier tour | Second tour | Second tour | Sièges | Sièges |  |
| Tête de liste            | Tête de liste    | Liste | Voix         | %            | Voix        | %           | CM     | CC     |  |
|                          | Anne-Marie Olivo | PCF   |              |              |             |             |        |        |  |
|                          |                  |       |              |              |             |             |        |        |  |
|                          |                  | RN    |              |              |             |             |        |        |  |
|                          |                  |       |              |              |             |             |        |        |  |
|                          |                  |       |              |              |             |             |        |        |  |
| Votes valides            |                  |       |              |              |             |             |        |        |  |
| Votes blancs             |                  |       |              |              |             |             |        |        |  |
| Votes nuls               |                  |       |              |              |             |             |        |        |  |
| Total                    | Total            | Total |              | 100          |             | 100         | 55     | 37     |  |
| Abstention               |                  |       |              |              |             |             |        |        |  |
| Inscrits / participation |                  |       |              |              |             |             |        |        |  |